# Clovia taeniatifrons
Clovia taeniatifrons är en insektsart som beskrevs av Schmidt 1922. Clovia taeniatifrons ingår i släktet Clovia och familjen spottstritar. Inga underarter finns listade i Catalogue of Life.